# Johann Friedrich Böhmer
Johann Friedrich Böhmer (Francoforte sul Meno, 22 aprile 1795 – 22 ottobre 1863) è stato uno storico, diplomatista e bibliotecario tedesco.

## Biografia
Nato a Francoforte sul Meno da Karl Ludwig e da Juliane Wilhelmine von Hofmann, Böhmer, laureatosi ad Heidelberg e a Göttingen nel 1817, trascorse la sua esistenza nella città tedesca, dove occupò il posto di bibliotecario della Biblioteca civica dal 1830 alla morte. Studioso del popolo tedesco, collaborò con Georg Heinrich Pertz nei Monumenta Germaniae Historica, anche se il merito fondamentale di Böhmer fu la redazione dei Regesta Imperii, ovvero della raccolta dei diplomi e dei documenti della cancelleria degli imperatori del Sacro Romano Impero dai carolingi al XIV secolo che saranno alla base, poi, dei Regesta romanorum pontificum di Philipp Jaffé:
(Schneider)

## Curiosità
Francesco Bonaini sfruttò gli studi di Böhmer per qualificare la sua teoria riguardo al "metodo storico". Bonaini pubblicò, con una propria introduzione, alcuni scambi epistolari con Bohmer nell'anno 1850 dove quest'ultimo rispondeva a dei suoi quesiti.